# Raboso
Raboso är en ort i Mexiko.   Den ligger i kommunen Izúcar de Matamoros och delstaten Puebla, i den sydöstra delen av landet, 120 km sydost om huvudstaden Mexico City. Raboso ligger 1 272 meter över havet och antalet invånare är 4 374.
Terrängen runt Raboso är huvudsakligen kuperad, men västerut är den platt. Runt Raboso är det ganska tätbefolkat, med 155 invånare per kvadratkilometer. Närmaste större samhälle är Izúcar de Matamoros, 4,1 km nordväst om Raboso. I omgivningarna runt Raboso växer huvudsakligen savannskog.